# Christian Ehrenfried Charisius (Politiker, 1647)
Christian Ehrenfried Charisius (* 25. Mai 1647 in Frankfurt (Oder); † 29. Juni 1697 in Stralsund) war ein Bürgermeister Stralsunds.

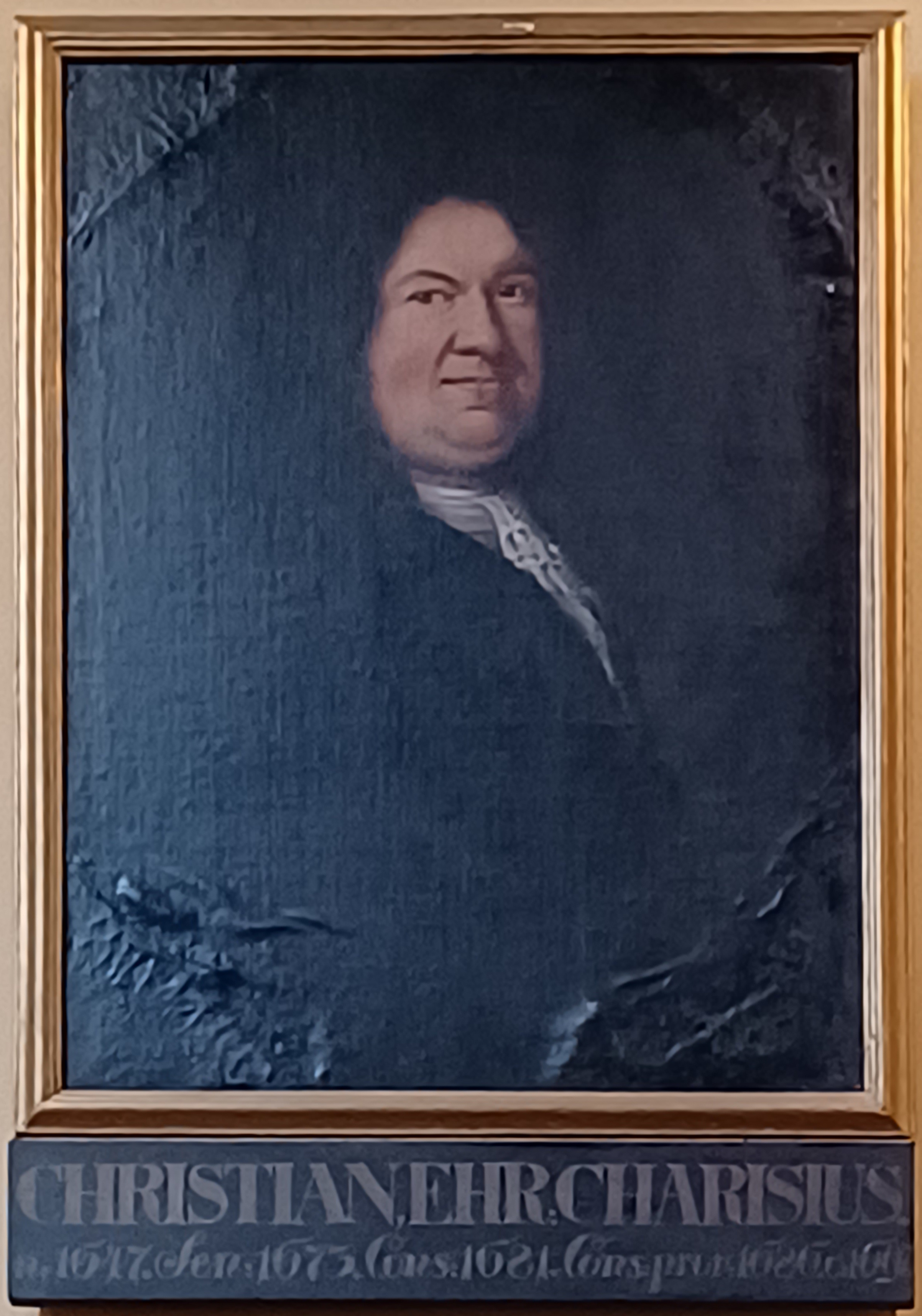
Christian Ehrenfried Charisius

## Leben
Charisius gehörte seit 1673 dem Rat der Stadt Stralsund an und wurde 1681 zum Bürgermeister gewählt.
Zu seinen Verdiensten gehörte die Förderung der städtischen Verwaltung und der Wissenschaften.
Christian Ehrenfried Charisius war seit dem 26. April 1677 mit Anna Hagemeister (* 1661; † 1690) verheiratet. Sein Sohn Johann Ehrenfried Charisius war von 1733 bis 1760 ebenfalls Bürgermeister Stralsunds. Sein Enkel Christian Ehrenfried Charisius hatte dieses Amt von 1764 bis 1773 inne.